# Brachyscleroma assamensis
Brachyscleroma assamensis là một loài tò vò trong họ Ichneumonidae.